# گرت جونز (بازیگر)
گرت جونز (انگلیسی: Gareth Jones؛ ۶ ژوئن ۱۹۲۵ – ۳۰ نوامبر ۱۹۵۸) بازیگر اهل بریتانیا بود. گرت در لمپتر ولز به‌دنیا آمد. بیشتر او را به‌خاطر شرایط مرگش به‌یاد می‌آورند.